# Наука побеждать
«Наука побеждать» — книга русского полководца А. В. Суворова, где собраны его мысли и инструкции, относящиеся к военному делу в России.

## Содержание

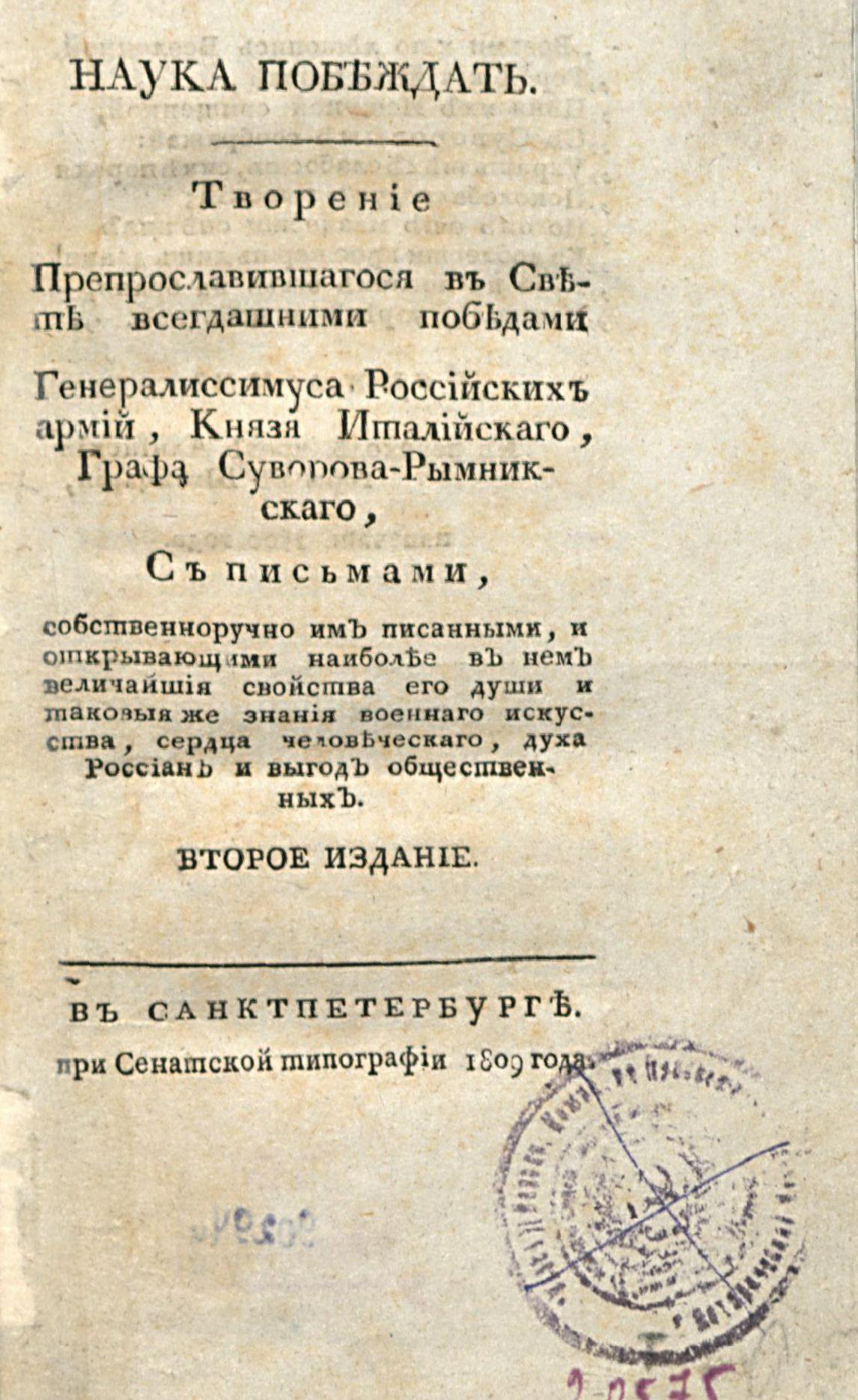
«Наука побеждать». Лист 2-го издания,1809 г.

«Наука побеждать» — памятник русской военной мысли, произведение, в котором А. В. Суворов изложил свои взгляды на обучение солдат, тактику боя и другие вопросы функционирования войска. Состоит из двух частей:
1. «Вахт-парад»[1];
2. «Разговор с солдатами их языком».

Произведение вместило в концентрированном виде методы самого А. В. Суворова, принёсшие ему славу непобедимого военачальника. На идеях А. В. Суворова, изложенных в произведении, вырос целый ряд русских военачальников, в том числе М. И. Кутузов, П. И. Багратион и другие.
А. В. Суворов называет три искусства на войне: глазомер, быстрота и натиск. Войска у него делятся на пехоту и конницу. В походе войску выделяется до восьми часов на ночлег (в лагере или на квартирах) и до четырёх часов на завтрак. Управление войском осуществляется с помощью барабанов. Для поднятия боевого духа Суворов считает необходимой молитву Богу.
Боевое столкновение А. В. Суворов называет «баталией», а войну — «кампанией». Наилучшей атакой считает удар «в крыло», а не «в середину». Неприятеля он делит на «регулярных» и «басурманов». Против первых, по его мнению, полезна линия, а против последних эффективно каре. Во время штурма ключевые места (пороховые погреба) занимают пикеты и караулы, волчьи ямы мостят плетнями.
А. В. Суворов затрагивает этические аспекты войны. В частности, он осуждает напрасные убийства, призывает беречь обывателя («солдат не разбойник»), добыча позволительна только с разрешения офицера.
Из солдатской пищи А. В. Суворов упоминает кашу, «французскую похлебку», хлеб и квас. Для лечения солдат нужны лазареты.
Книга написана в 1795 году, после подавления польского бунта (восстания) в Царстве Польском, когда Суворов был главнокомандующим армией на юге России.

## Издания
- «Наука побеждать» — М.: Воениздат, 1987. — 40 с. — Тираж 150 000 экз.
- «Наука побеждать» — М.: Эксмо, 2011. — 480 с., илл. — (Великие полководцы мира).